# Reciclagem neuronal

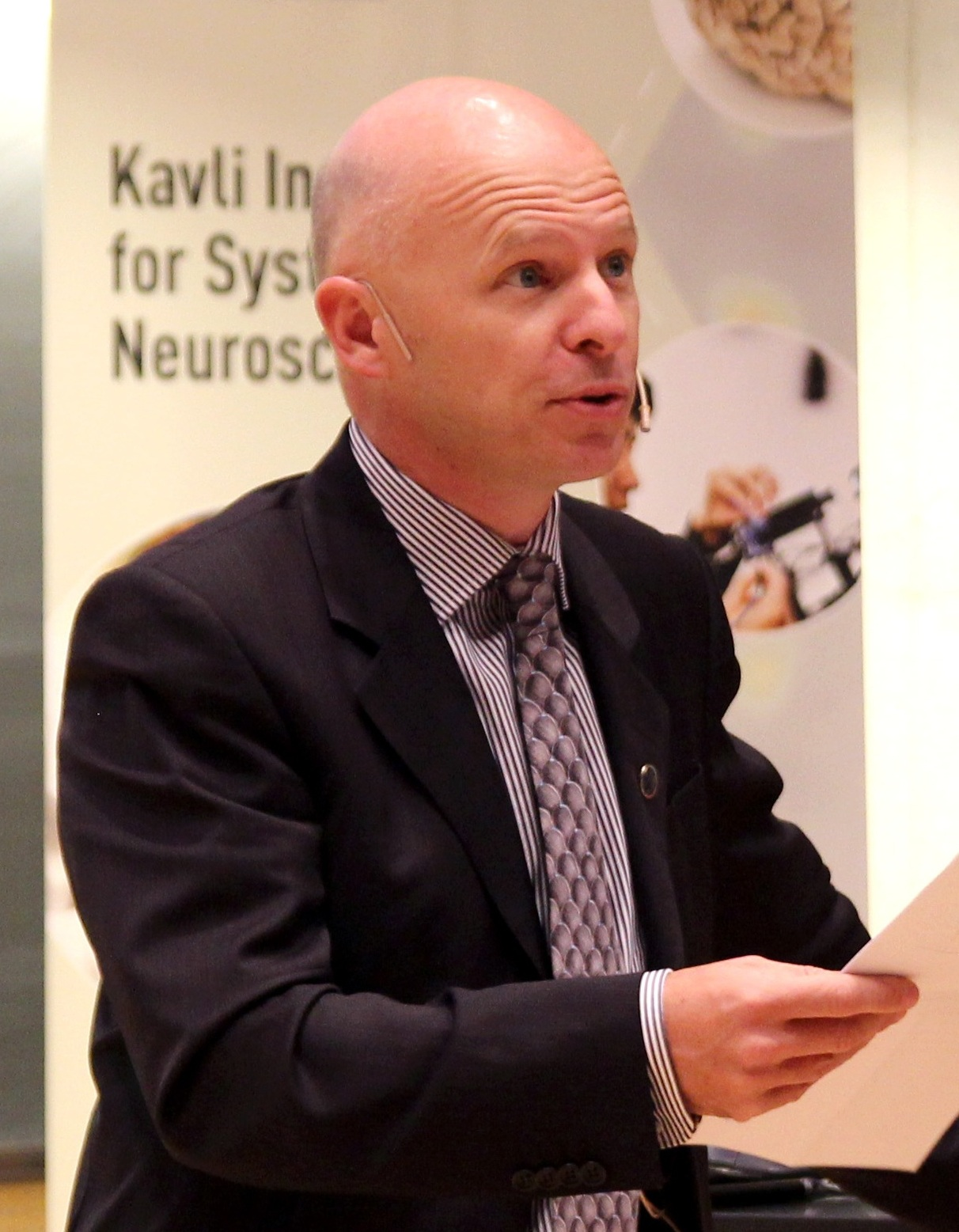
Stanislas Dehaene, criador da hipótese da reciclagem neuronal

A hipótese da reciclagem neuronal foi proposta por Stanislas Dehaene, neurocientista francês. É quando uma área cerebral geneticamente programada com circuitos para desempenhar uma determinada tarefa cognitiva, por exemplo, reconhecer rostos, se recicla para uma nova tarefa, por exemplo, decifrar língua escrita. Na reciclagem, parte do cérebro humano é remoldado para se adaptar a domínios culturais que incluem invenções recentes, como a leitura. O homem não nasce moldado para a leitura já que a leitura é culturalmente facultativa (há muitas comunidades ágrafas) e também recente demais, evolutivamente falando, para ter se adaptado como informação no genoma humano. Diante da tarefa da leitura, que compreende decifrar segmentos de linhas e ângulos gráficos, o cérebro recruta uma área que desempenha tarefa congênere, a de decifrar faces, e alí acomoda a nova tarefa de leitura, assim reciclando funcionalidades cerebrais. 

## Premissa
Traços culturais primitivos já foram observados em culturas primatas não-humanas. Apesar disso, apenas nos seres humanos se é observado uma expansão maciça de seu nicho evolutivo através de invenção e transmissão cultural. Objetos culturais como o uso de ferramentas e sistemas de escrita são recentes (a escrita, por exemplo, nasceu há cerca de 5.400 anos, e o alfabeto não possui mais de 3.800), opcionais e adquiridos por aprendizado. Nenhuma pressão seletiva poderia ter configurado o cérebro humano para facilitar a leitura ou a matemática de alto nível.

## Postulados
- A organização do cérebro humano é sujeita a limitações herdadas da evolução. Mapas neurais estão presentes desde a infância e influenciam o aprendizado futuro.[1]
- Aquisições culturais como leitura e matemática não estão presentes desde o nascimento, e precisam encontrar seu "nicho neuronal" em algum conjunto de circuitos que seja suficientemente similar e plástico para se adaptar a essa nova função.[1]
- A organização neural anterior nunca é apagada completamente, exercendo, dessa forma, uma influência poderosa na aquisição cultural e na organização adulta.[1]

## Predições
- A variabilidade na representação cerebral de uma invenção cultural é limitada.[1]
- A variabilidade das culturas também é limitada.[1]
- A velocidade e facilidade com que crianças aprendem a invenção cultural é baseada na complexidade do remapeamento necessário.[1]